# Galerie Vavrys

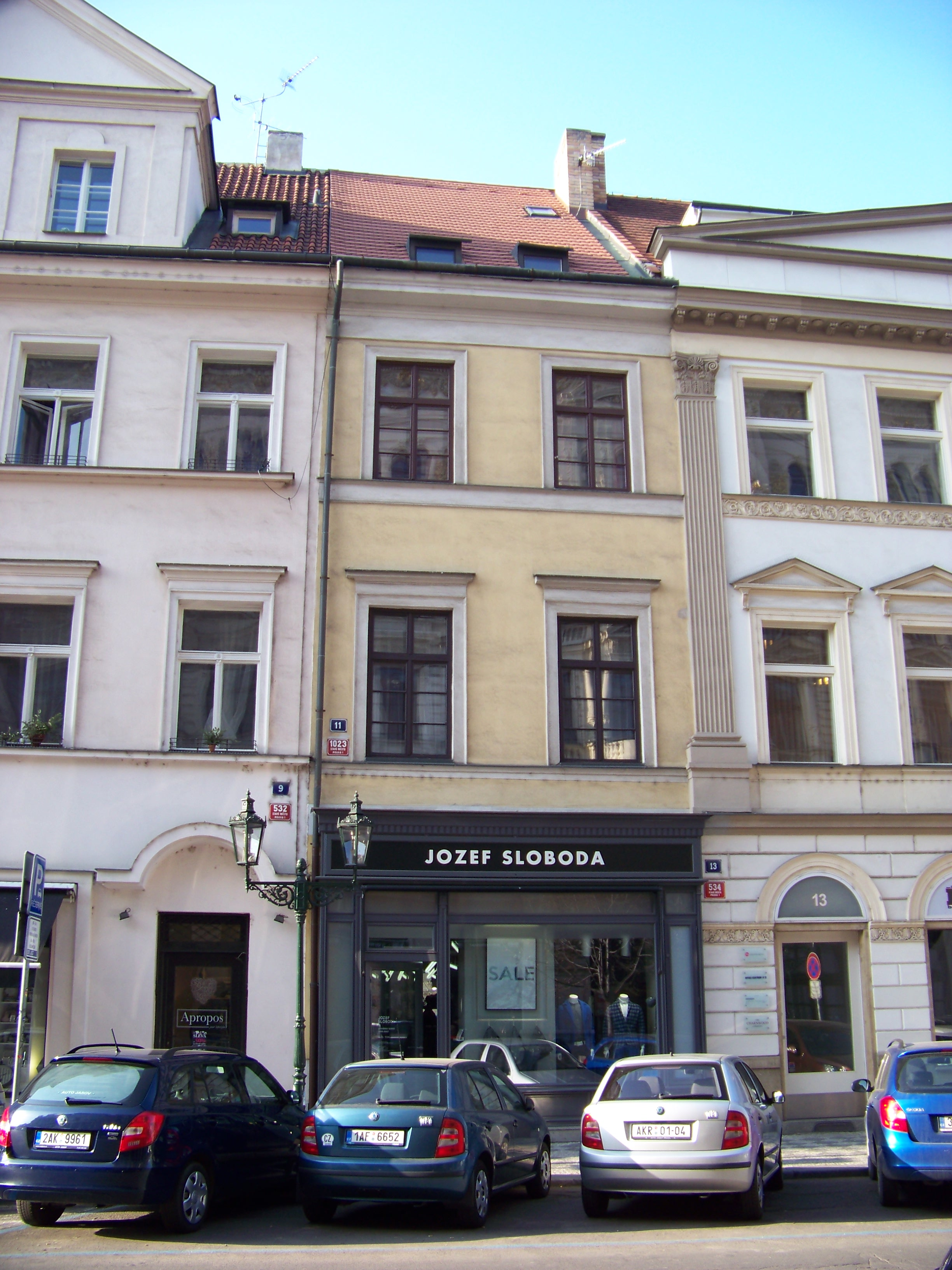
Původně galerie sídlila v přízemí téhož domu se vchodem z Rytířské ulice 1023/11 v Praze 1 na Starém Městě

Galerie Vavrys (nebo též Galerie u Vavrysů) je prostor nacházející se v domě malířské rodiny Vavrysových (Pavel Vavrys; Marta Vavrysová; Martin Vavrys; Markéta Möllerová, rozená Vavrysová) v ulici V Kotcích 1023/12 v Praze 1 na Starém městě. Soukromá galerie (spojená s barem) slouží zároveň jako rodinná prodejní expozice obrazů i malířský ateliér.

## Podrobněji
Manželé Pavel Vavrys a Marta Vavrysová získali dům v samém středu historické Prahy 1 na Starém Městě v roce 1984. Již od samého počátku, kdy se manželé stali jeho majiteli, hodlali zde zbudovat výstavní prostory, které by sloužily zároveň i ke klubovému setkávání. Záměr se podařilo naplnit až po sametové revoluci v listopadu 1989. Původní galerie pro veřejnost byla zbudována v přízemí objektu a měla vchod z Rytířské ulice. Svému účelu sloužila po dobu 20 let a uskutečnila se zde řada výstav děl tuzemských i zahraničních umělců. Také zde proběhlo i několik hudebních koncertů českých hudebníků a několik desítek talkshow s různými českými osobnostmi. V roce 2009 byla galerie přemístěna do prvního poschodí téhož objektu a změnil se její vchod – z ulice V Kotcích.